# Croix losangique

Croix losangique, avec un losange vide.

Une croix losangique, selon la terminologie ou classification proposée par des chercheurs et historiens contemporains, désigne une croix s'inscrivant totalement ou partiellement dans un losange. La croix peut aussi au contraire intégrer en son centre un losange de plus ou moins grandes dimensions.
Si les termes de « croix en losange » et « croix losange » sont absolument équivalents, cela ne semble pas être le cas en principe pour « croix losangée », qui caractérise - principalement en héraldique, et par suite en numismatique et en joaillerie - une croix dont la surface est remplie d'une succession régulière bicolore, verticale et horizontale, de petits losanges.

## Origine et symbolique du losange

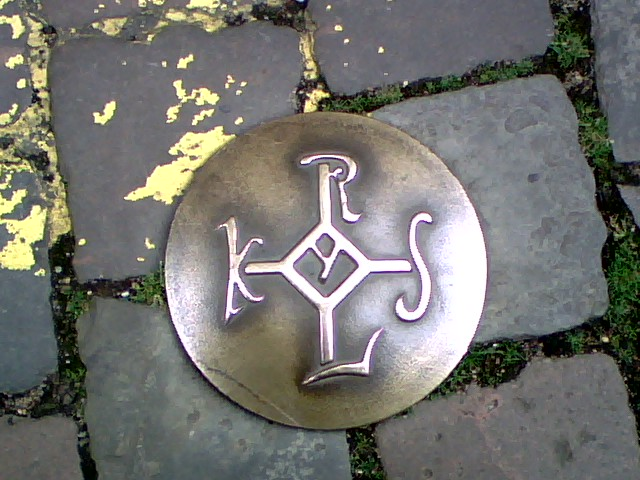
Signature de Charlemagne reproduite sur des plots balisant, pour les touristes, le centre-ville d'Aix-la-Chapelle.

Un losange (parfois appelé « tétragone ») est constitué par l'assemblage de deux triangles opposés par leur base, le triangle ayant déjà par lui-même un contexte symbolique et sacré. Cette figure, antérieure à l'époque carolingienne, est présente sur des monuments chrétiens les plus anciens et a souvent été reproduite sur des monnaies mérovingiennes, soit associée à d'autres symboles soit seule, comme motif central. Le losange, emblème de la force et de l'union, se combinait idéalement avec des figures sphériques, le cercle étant un symbole de l'éternité.
« Le losange, dont les quatre angles sont prolongés, est une modalité de la croix. »

## Exemples de croix losangique ornant des monnaies
- Plusieurs exemples dans les descriptions et planches de fin d'ouvrage (Jean-Marie-R. Lecoq-Kerneven, voir ci-dessous section Bibliographie)
- Jeton de compte en argent (Nuremberg), avec écu losangé de Bavière sur une face, et croix losangique fleurdelisée cantonnée de quatre lis, sur l'autre[2].
- Monnaie écossaise, croix avec losange curviligne[3]
- Denier de Mâcon[4]
- 13 spécimens au Musée Dobrée, à Nantes, provenant d'un atelier de frappe monétaire à Châteaubriant vers 270-275[5].

## Exemples de croix losangique ornant des fibules
- Croix mérovingiennes en bronze à charnière[6],[7]
- Fibule émaillée de la fin du IIe siècle apr. J.-C.[8]

## Exemples de croix losangique en pierre

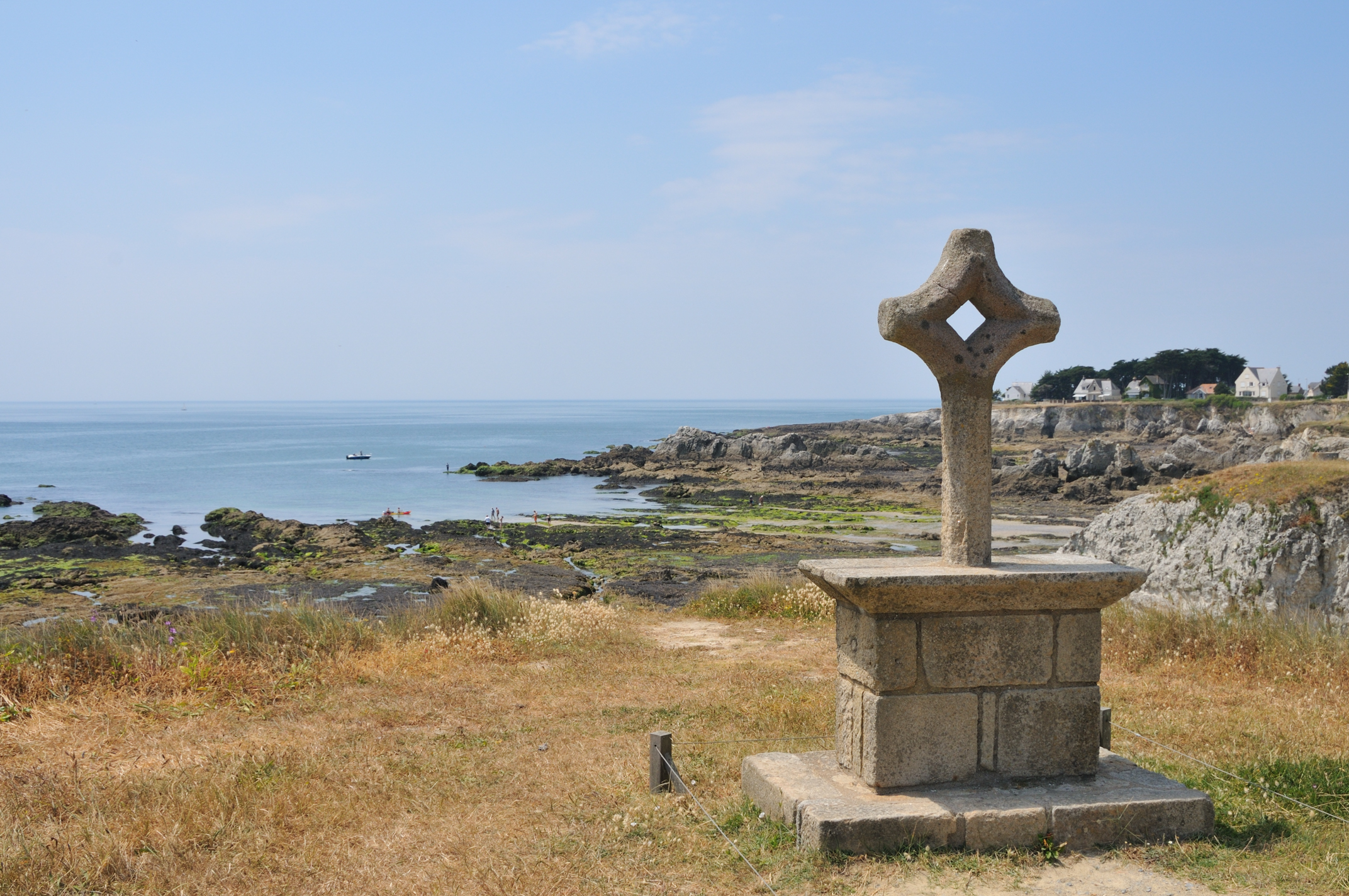
Le Pouliguen.
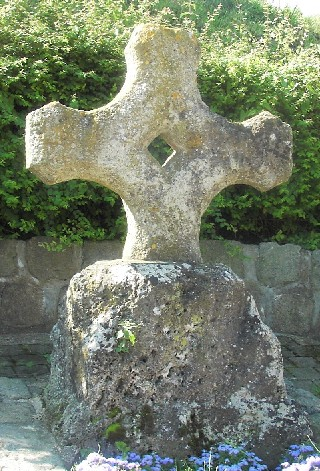
Frettemeule.
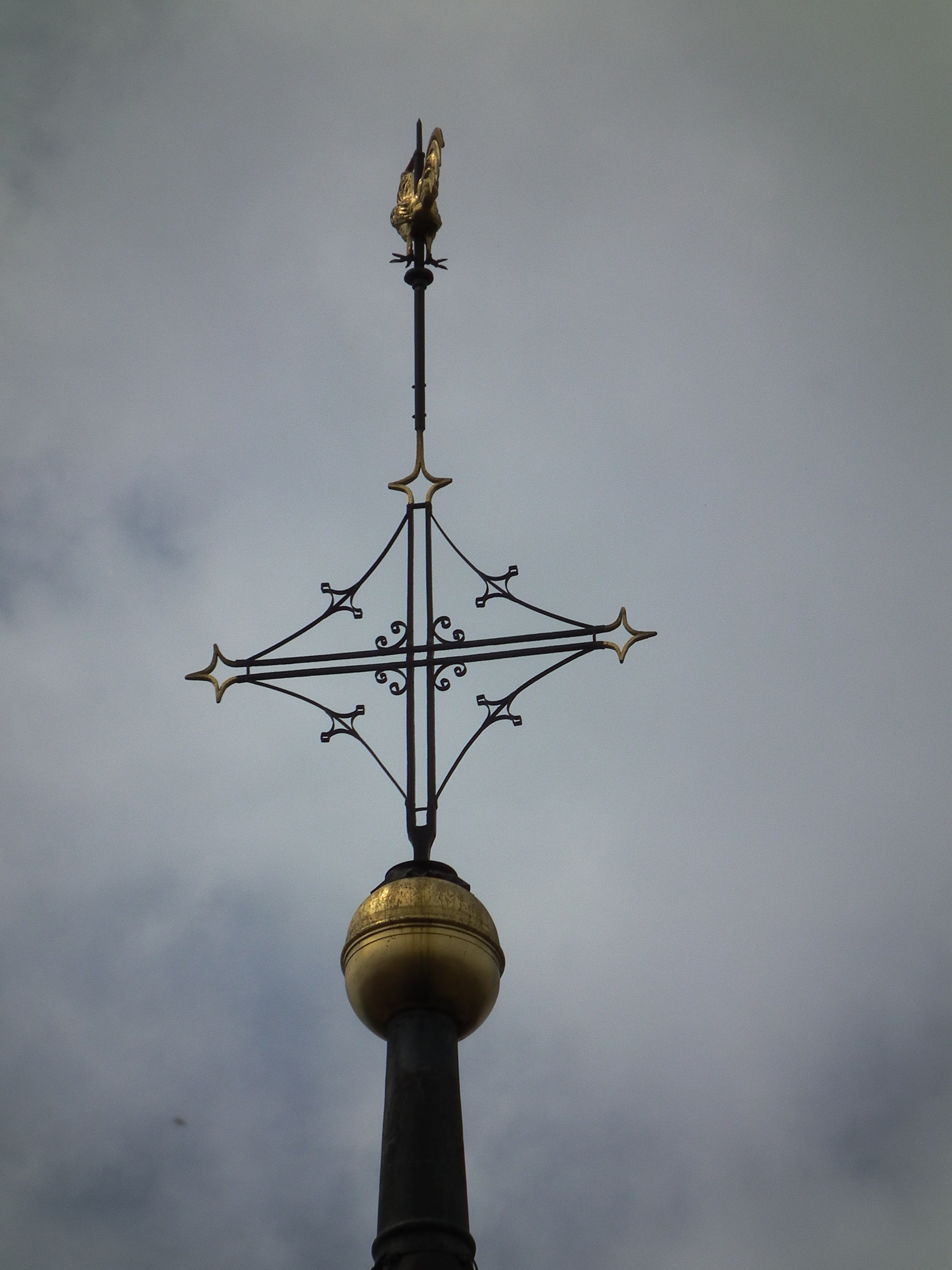
Offenbach-Bürgel (Allemagne).

## Exemples de croix losangique enfer forgéou enfonte
Ce type de croix est installé assez fréquemment au sommet de la flèche des clochers.

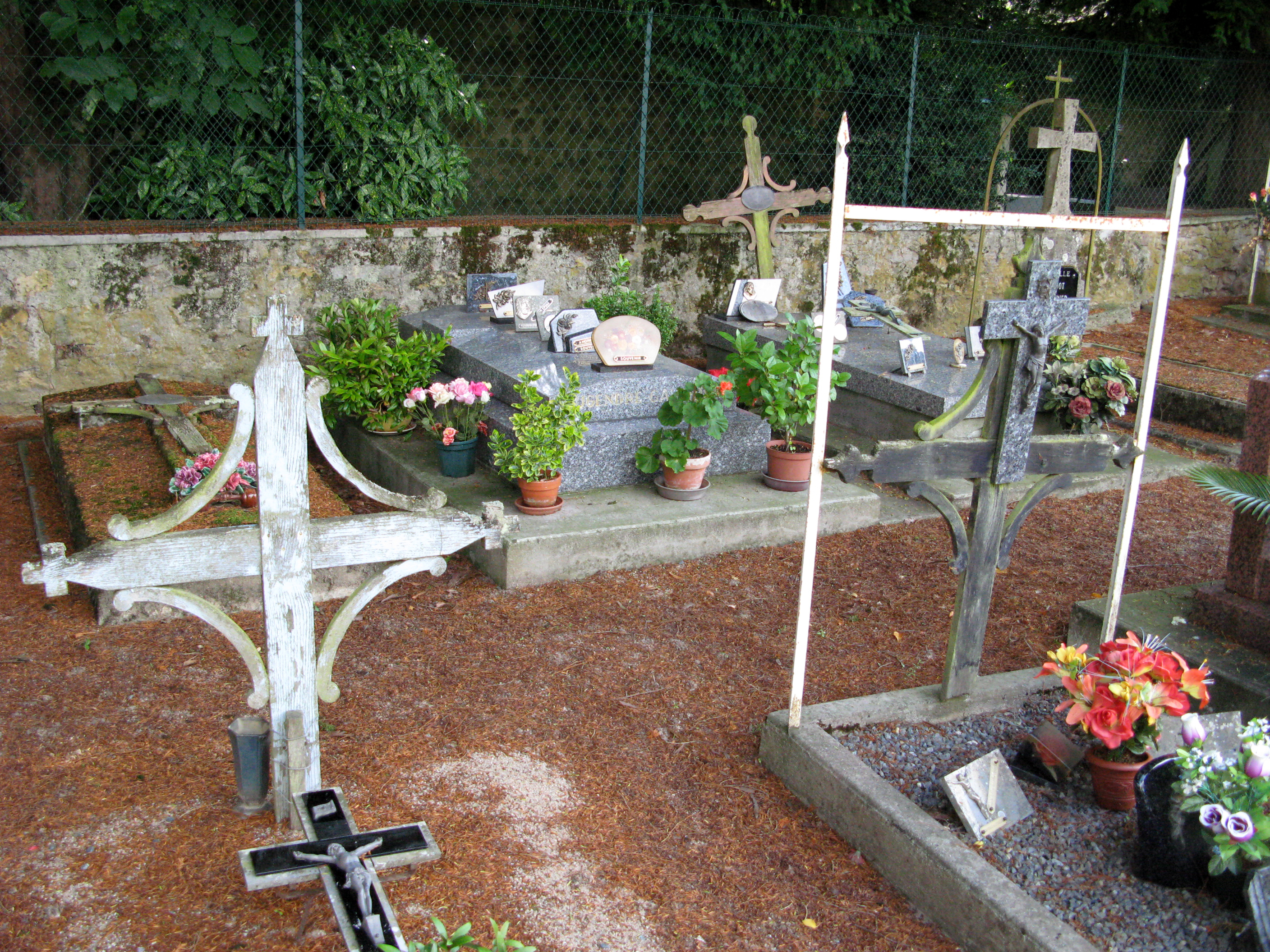
Tombes à Nohant-Vic

- Louvrechy
- Monchaux-Soreng
- Oulchy-la-Ville
- Villers-Campsart

## Exemples de croix losangique en bois
- Aigurande, croix de carrefour
- La Forêt-du-Temple, croix de carrefour
- Liart, croix à destination incertaine (votive, processionnelle ou funéraire) exposée dans l'église Notre-Dame
- Nohant-Vic, plusieurs croix funéraires au cimetière du village de Nohant
- Croix de chemin d'une commune non identifiée du Nivernais[9]

## Exemple de dessins de croix losangique
- Trois dessins différents illustrant des actes de l'étude de Pierre-Joseph Cousin, notaire de 1755 à 1785, à Aire-sur-la-Lys[10].